# Françoise-Marie de Bourbon, hertiginnan av Orléans

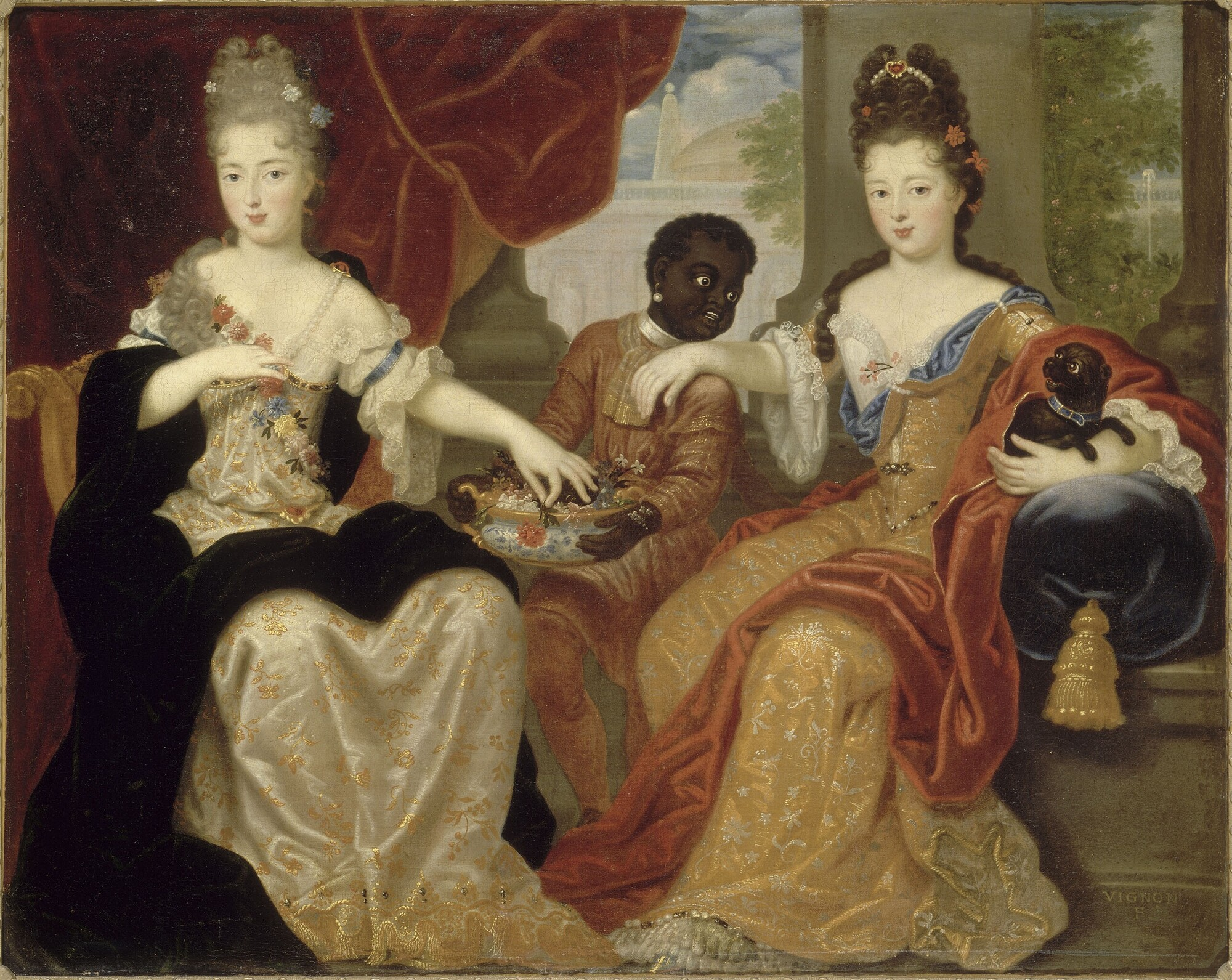
Françoise-Marie de Bourbon (blond) och Louise-Françoise de Bourbon (mörkhårig), målning av Philippe Vignon.

Françoise-Marie de Bourbon, hertiginna av Orléans, född 4 maj 1677 på Château de Maintenon, Maintenon, Eure-et-Loir, död 1 februari 1749 i Paris, var en fransk prinsessa, erkänd utomäktenskaplig dotter till kung Ludvig XIV av Frankrike och Madame de Montespan.
Hon var gift med sin kusin hertig Filip II av Orléans, som var Frankrikes regent under Ludvig XV:s omyndighet 1715–1721. Hon kallades ursprungligen Mademoiselle de Blois.

## Biografi

### Uppväxt
Françoise-Marie föddes på slottet château de Maintenon i Maintenon. Hon och hennes yngre bror var de två sista barn som föddes i kungens förhållande med Madame de Montespan innan relationen avslutades i samband med moderns inblandning i giftmordsaffären. Hon uppfostrades av Madame de Monchevreuil, Madame de Colbert och Madame de Jussac under överinseende av Madame de Maintenon. 
Den 22 november 1681 blev hon och hennes yngre bror Louis-Alexandre legitimerade av sin far kungen. Hennes bror fick då titeln greve av Toulouse medan hon själv fick titeln Mademoiselle de Blois, en titeln som tidigare hade innehafts av hennes äldre halvsyster Marie Anne de Bourbon. De listades som enbart barn till kungen med moder okänd, eftersom deras mor var en gift kvinna och alla barn till en gift kvinna förutsattes vara hennes makes, som då skulle haft rätten över dem. Hennes syskon hade blivit legitimerade 1673, och kungens legitimering av de två yngsta barnen har beskrivits som hans avskedsgåva till Madame de Montespan. Efter legitimering fördes hon då och då till hovet för att besöka sin far. 
Françoise-Marie ansågs vara en skönhet och beskrivs som en naturligt tillbakadragen och indolent person, som dock samtidigt också kände en stor stolthet över sin ställning som dotter till en kung, vilket gjorde henne högdragen och noggrann med rangfrågor. Hon hade en nära relation till sina helbröder men stod aldrig nära sin halvbror tronföljaren. Hon och hennes syster Louise-Françoise stod i ett tävlingsinriktat förhållande till varandra och hamnade ofta i tvist kring rangfrågor, samtidigt som de ibland förenade sig mot sin halvsyster Marie Anne. 

### Vuxen vid faderns hov
Françoise-Marie vigdes 18 februari 1692 i Versailles vid sin kusin, kungens brorson prins Filip, hertig av Chartres, med en hemgift på två miljoner livres. Äktenskapet var arrangerat av kungen, som önskade behandla sina legitimerade döttrar som om de vore födda prinsessor, men var chockerande för samtiden. Kungens svägerska, brudgummens mor Elisabeth Charlotte av Pfalz, som avskydde kungens "oäktingar", markerade sitt missnöje med giftermålet genom att ge sin son en örfil inför hovet och genom att vända ryggen åt kungen offentligt. Själv kommenterade Françoise-Marie: "Jag bryr mig inte om i fall han älskar mig, bara han gifter sig med mig".
Vigseln utfördes av kardinal de Bouillon, som hade återkallats för denna avsikt sedan han förvisats för att ha vägrat utföra vigseln mellan hennes syster och hertigen av Bourbon. Den skedde i närvaro av Englands före detta kungapar kung Jakob II av England och Maria av Modena, och den senare överräckte ceremoniellt nattlinnet inför bröllopsnatten. I samband med giftermålet gav kungen sin brorson brudgummen en militärpost, en summa på 100.000 livres åt hans fars älskare Chevalier de Lorraine, och sin bror äganderätten till hans hem Palais-Royal, där han länge hade bott men inte haft den formella äganderätten till. 
I egenskap av hertiginna av Chartres blev hon hovets tredje dam i rang efter tronföljarens sonhustru och sin svärmor, och efter sin svärfars död 1701 blev hon hovets andra dam i rang, något hon fortsatte att vara under resten av sin fars regeringstid. Hon försökte förmå sin far kungen att ge hennes barn samma rang som skulle ha tillkommit en kungs legitima barnbarn, men kungen vägrade eftersom detta skulle göra hovetiketten ännu mer komplicerad. 
Relationen mellan Françoise-Marie och Filip var olycklig, även om den resulterade i åtta barn. Filip blev känd för sin konstanta otrohet, försummade henne och förlöjligade hennes humör genom att kalla henne Madame Lucifer, och under de första åren av äktenskapet noterades Françoise-Marie ofta vara berusad. Hennes svärfar avled under ett gräl med kungen som hade orsakats av att hennes make visat upp sin älskarinna Marie Louise Le Bel de La Boissière för henne. Hon fick heller aldrig någon god relation till sin svärmor, som aldrig kunde glömma att hon var född utanför äktenskapet. 
Medan hennes make och syskon ägnade sig åt kärleksaffärer och intriger levde Françoise-Marie ett lugnt lyxliv utan skandaler, avbrutet endast av en och annan konflikt kring rangfrågor, företrädesvis med sin syster Louise-Françoise. Hon umgicks mest med sina kusiner på sin mors sida, så som hertiginnan av Sforza och greven och grevinnan av Castries. Hon ska ha tillbringat den mest tiden liggande på en soffa omgiven av inställsamma hovdamer, som alla var utvalda för att vara för oattraktiva för att locka hennes make. Hon stod särskilt nära sin äldste son, som till svärmoderns missnöje mest liknade sin mor, medan hennes relation till sina döttrar var distanserad. Då hennes mor avled 1707 förbjöds hon och syskonen att bära sorgkläder, men de demonstrerade ändå sorg genom att vägra gå på hovfester.

### Ludvig XV:s regeringstid
År 1715 avled hennes far Ludvig XIV och efterträddes av sin fem år gamla sonsons son, och hennes make blev i egenskap av kungens äldsta överlevande legitima släkting Frankrikes regent under den nya kungens minderårighet. Françoise-Marie därmed automatiskt landets första dam i rang, och hennes make utökade hennes underhåll för att motsvara hennes ställning. 
I praktiken tycks dock Françoise-Marie ha överlåtit sina representativa plikter som rikets första dam på sin dotter, makens favoritbarn Marie Louise Élisabeth, som bland annat stod värdinna under Peter den stores statsbesök. Själv föredrog Françoise-Marie att leva ett bekvämt privatliv, och det sades att hon sällan lämnade sin soffa utom då hon besökte sitt privata lantslott château de Bagnolet, där hon arrangerade picknicks och ägnade sig åt byggnationer. 
År 1718 deltog Françoise-Marie i den misslyckade Cellamarekonspirationen tillsammans med sin bror Louis Auguste de Bourbon, hertig av Maine. Syftet var att göra hennes bror till barnkungens förmyndarregent istället för hennes make, med tanke på att den förre kungen på Madame de Maintenons uppmaning undertecknat ett dokument där han utnämnde Maine till barnkungens förmyndare. Detta var det enda tillfälle hon ingrep i politiken, och hennes deltagande ledde inte till några konsekvenser för hennes tillvaro. 
Efter makens död 1723 drog hon sig permanent tillbaka till slottet Château de Saint-Cloud. Hennes rang som Frankrikes första dam gick förlorad vid Ludvig XV:s giftermål 1725 och blev mer avlägsen för varje gång kungen fick en dotter. Hon tvingades också bemöta de många skandaler hennes döttrar orsakade. Hennes sonson och prinsessan Henriette blev 1740 förälskade, men deras äktenskap förhindrades av kungen. Hon arrangerade dock 1743 sin sonsons giftermål med hennes systerdotter, och enade därmed slutligen två rivalfraktioner av kungahuset.

## Familj
Françoise-Marie de Bourbon gifte sig den 9 januari 1692 med Filip II av Orléans. 
Barn
1. Mademoiselle de Valois (född 17 december 1693 i Marly, död 17 oktober 1694 i Palais Royal)
2. Marie Louise Élisabeth (1695–1719), gift med Charles, hertig av Berry
3. Louise Adélaïde (1698–1743)
4. Charlotte Aglaé (1700–1761), gift med Frans III, hertig av Modena
5. Louis, hertig av Orléans (1703–1752)
6. Louise Élisabeth (1709–1742), gift med Ludvig, kung av Spanien
7. Philippine Élisabeth (1714–1734)
8. Louise Diane (1716–1736)